# Alaa Akaaboune
Alaa Akaboune, réalisateur et scénariste marocain, né le 2 janvier 1988 à Tetouan. Il s'est fait connaître pour son travail de réalisation de séries dramatiques, notamment diffusées pendant le mois sacré du Ramadan.

## Biographie
Alaa Akaaboune est né au Maroc et a étudié la réalisation dans une école d'art École supérieure des arts visuels de Marrakech. Il a commencé sa carrière en 2015 en réalisant le film Dipanaj, connaissant un succès significatif et une reconnaissance dans le monde arabe.

## Carrière
Les œuvres télévisuelles d'Akaboun, dont les séries The Leader, Women’s Secrets, Dayer Al-Buzz, et Al-Bayout Asrar, ont récolté des millions de vues au Maroc et dans le monde arabe. Ses contributions l'ont fait devenir une figure notable de l'industrie télévisuelle arabe,.

## Filmographie

### Séries télévisées
- 2018 : DISC HAYATI
- 2019 : EZZAIMA
- 2019 : Asrar Al Nisaa  (Les secrets des femmes)
- 2021 : Dayer El Buzz (Il fait le Buzz)
- 2021 : Al-Bayout Asrar  (Les secrets des Maisonnettes)
- 2022 : L'Maktoub (Le Destin)
- 2023 : Bnat Lehdid (Les filles de la ferraille)